# 北京五環路

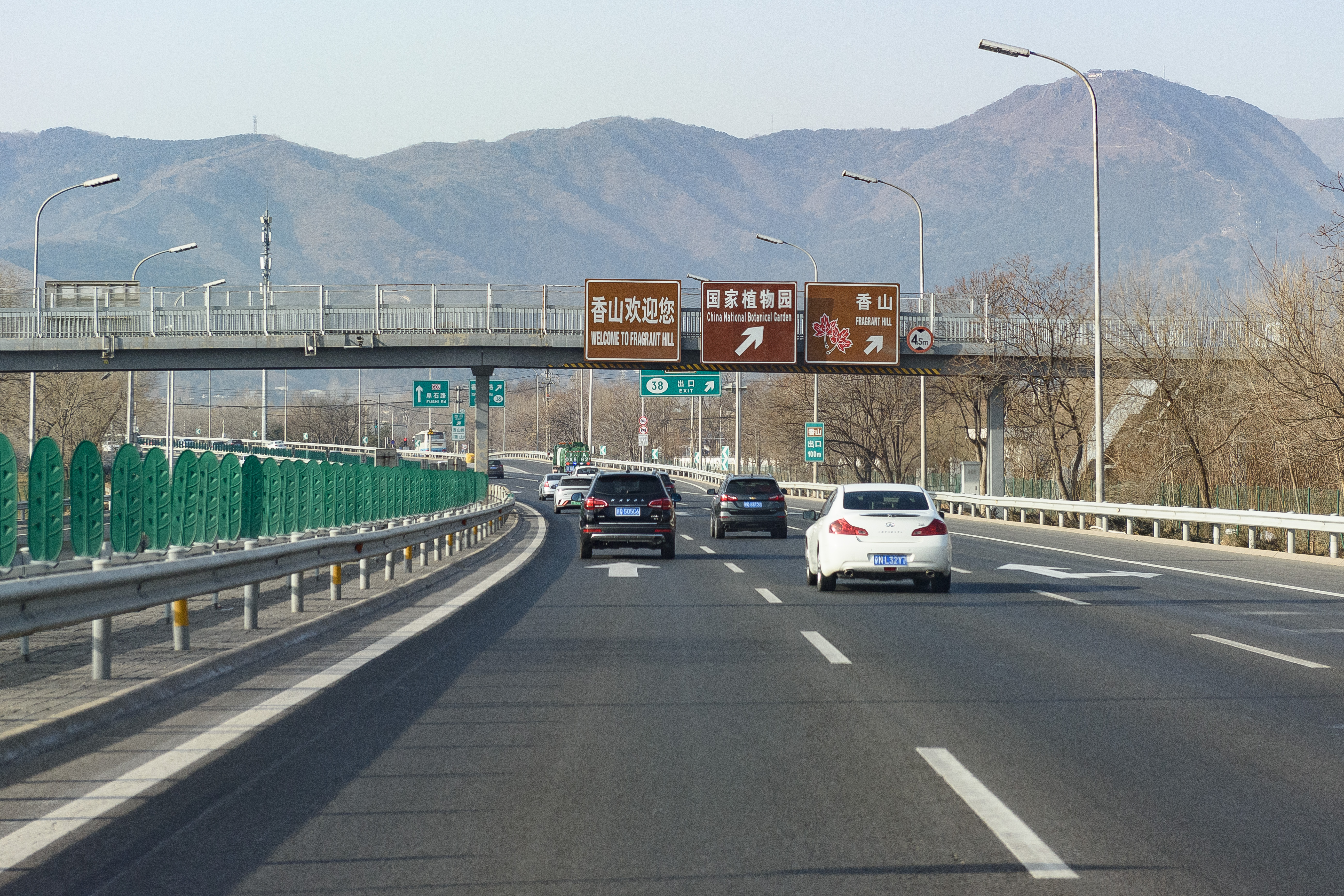
香山公園付近の北五環路

北京五環路（ペキン-ごかんろ,中文表記: 北京五环路, 英文表記: The 5th Ring Road）は、北京市中心部から10kmほど外周を通る環状道路である。全長98kmで、高速道路網の一部を構成する。環状道路であるため、明確な始点、終点はないが、百安居の京承高速道路とのインターチェンジ部分に"0 km"のマークがある。北京五環路は、北京の地方道に分類される。
京哈高速道路以外の北京の高速道路は、全て北京五環路と接続している。
制限速度は一部が90 km/h、それ以外の大部分は100 km/hとなってい る。全線の最低速度は50 km/hである。
北京五環路は双方向とも片側3車線、合計6車線を備える。

## 歴史
この路線は、北京市の1つ目の、高速道路網を構成する環状道路として、元々 「公路一環」と呼ばれていた。しかし、北京二環路、北京三環路、北京四環路が存在する事実から、北京四環路の更に外側に位置するとして番号の 振り直しが行われ、北京五環路と改称された。
その後すぐに着工され、2001年に八達嶺高速道路と北京機場高速道路を結ぶ一部区間が開業した。その後延伸が続けられ、2003年半ばには長安街西側と接続する西端から、京津塘高速道路とのインターチェンジがある南東までを結ぶ、環状道路の半分が完成した。
2003年11月1日には全線が開通し、京石高速道路や京開高速道路との連絡が確保された。この時、北京の環状道路で唯一のトンネルである暁月隧道が開通している。
北京五環路の最も特色を備える立体交差橋として、石豊橋が挙げられる。石景山南駅近くにあるこの橋は、カーブする斜張橋で、高くそびえ立つY字形の主塔から斜めに張られた6組の鋼鉄の撚り線からなる簡潔な構成である。橋の下には、いくつかの重要な鉄道が走っており、建設中に鉄道を停止することはできない。従って石豊橋を通常の橋と同様の手法で建設することはできなかった。このため、パーツを組み立てて付随する高速道路を延長する方式で行われた。この巨大な事業の完成は、環状道路全体の完成を促進した。
夜には石豊橋はライトアップされ、壮観である。橋は明らかに北京五環路のシンボルとなっている。
2004年12月中旬に、2番目の出口車線が望京科学技術パークの出口（時計回り方向）に建設された。以前は、出口が望京に非常に近いので、出口の混雑によって出口付近の環状道路全体がよく渋滞していた（すべての平日の現地時間午後6時-午後7時頃）。また、直接望京に接続する、望京ガソリンスタンド付近の2番目の出口も建設された(こちらも時計回り方向)。

## 料金
北京五環路が完成した時(その時一部区間は既に開業していたが)、有料の高速環状道路となった。通行料は、小型車で1 kmあたり最低0.5元(2011年5月現在のレートで6円程度)であった。
料金は小額ではあるが、多くのドライバーにとっては法外であり、高速道路を避けていた。最低料金は5元と定められているため、大興区亦荘から京津塘高速道路までの、たった1 kmに5元が請求されることに、抗議の声が挙がっていた。更に、北京五環路の中に料金所がある八達嶺高速道路と京開高速道路の利用者は、一度北京五環路で、更に北京五環路から繋がる高速道路で、二度料金請求されることに悲鳴をあげていた。
北京市民はすぐに、どんなことをしてもこの高価な経路を避けることを考えるようになった。むしろ、北京四環路とより北京中心部の道路の渋滞に何時間もいることを好んだ。このため、北京五環路は実際には無駄な環状高速道路となった。その結果、この高速道路は、2003年の熱い議論の対象であった。北京五環路がガソリンと料金を都合できた人々のためだけに作られたことが明らかになった。一方、それは新しいドライバーのための一種の非公式のテストコースとなった。そして、彼らはほとんど車がいない高速道路で驚異的な（そして、厳密には違法な）速度を達成した。
高速道路の運営会社北京首発は、価格が地域の物価局によって認可されたという立場を貫き、料金体系の変更を拒否しており、不満がたまった北京市民は無料化要求を掲示板に記入していたが、当局が2003年12月の終わりに介入し、北京五環路を2004年の元日に無料化するよう指示した（同時に、北京五環路内のインターチェンジのすべての料金所が廃止された）。無料化後には、北京五環路の利用が徐々に拡大した。無料化以前は計画交通量のほんの10%のみの利用率であった。
北京五環路は、重大な事故が発生した場合を除いて、無料化後も混雑していない。

## 北京五環路の橋梁
Note: ↑ denotes an overpass, ↓ an underpass, and ⇆ an interchange bridge with exit.

### 北五環路
- ↑ 功徳寺橋
- ↑ 紅山橋
- ⇆ 肖家河橋
- ⇆ 廂紅旗橋
- ↓ 箭亭橋
- ↓ 上清西橋
- ⇆ 上清橋
- ↑ 林萃橋
- ↓ 天辰橋
- ⇆ 仰山橋
- ↓ 北苑橋
- ↓ 顧家荘橋
- ⇆ 来広営橋
- ⇆ 広順橋
- ↓ 広沢橋
- ↑ 五元北橋

### 東五環路
- ⇆ 五元橋
- ↓ 環鉄北橋
- ↑ 環鉄北橋
- ⇆ 七棵樹橋
- ⇆ 平房橋
- ↓ 白家楼橋
- ↑ 大黄荘橋
- ⇆ 遠通橋
- ⇆ 五方橋
- ⇆ 化工橋
- ↑ 西直河橋
- ⇆ 大羊坊北橋
- ⇆ 大羊坊橋

### 南五環路
- ⇆ 栄華橋
- ⇆ 亦荘橋
- ↑ 旧忠橋
- ↑ 徳茂橋
- ↑ 飲鹿池橋
- ↓ 団河橋
- ↑ 敬閒橋
- ↑ 金西橋
- ↑ 同華橋
- ⇆ 西紅門南橋
- ⇆ 華興橋
- ↓ 李営橋
- ⇆ 狼垡西橋
- ↑ 狼垡東橋

### 西五環路
- ⇆ 宛平橋
- ↑ 石豊橋
- ↓ 衙門口橋
- ↑ 魯谷橋
- ⇆ 八角橋
- ⇆ 晋元橋
- ↓ 龔村橋
- ↓ 西黄村橋
- ⇆ 杏石口橋
- ⇆ 閔西橋
- ⇆ 香泉橋

## インターチェンジなど
Symbols: ↗ = exit (✕ = closed), ⇆ = main interchange; S = service area.

### Eastern 5th Ring Road
- ↗ 3: 東巴, 七棵樹
- ↗ 4: 姚家園路
- ⇆ 5: (Interchange with 京通快速道路) 京通快速道路
- S 観音堂西
- ⇆ 6: (Interchange with 京瀋高速道路) 京瀋高速道路
- ↗ 7: 台湖
- S 小羊坊
- ⇆ 10: (Interchange with 京津塘高速道路) 京津塘高速道路

### Anticlockwise direction
- ⇆ 10: (Interchange with 京津塘高速道路) 京津塘高速道路
- ↗ 9: 亦荘
- S 小羊坊
- ↗ 8: 次渠, 十八里店
- S 観音堂西
- ⇆ 6: (Interchange with 京瀋高速道路) 京瀋高速道路
- ⇆ 5: (Interchange with 京通快速道路) 京通快速道路
- ↗ 4: 姚家園路
- ↗ 3: 東巴, 七棵樹